# Campionati europei di winter triathlon del 2001
I Campionati europei di winter triathlon del 2001 (IV edizione) si sono tenuti ad Achensee in Austria.
Tra gli uomini ha vinto per la quarta volta consecutiva l'italiano Paolo Riva. Tra le donne ha trionfato per la seconda volta l'olandese Marianne Vlasveld..

## Risultati

### Élite uomini
| Pos. | Atleta          | Paese         | Totale  |
| ---- | --------------- | ------------- | ------- |
|      | Paolo Riva      | Italia        | 1:27:39 |
|      | Christoph Mauch | Svizzera      | 1:29:15 |
|      | Marc Ruhe       | Liechtenstein | 1:29:24 |

### Élite donne
| Pos. | Atleta            | Paese       | Totale   |
| ---- | ----------------- | ----------- | -------- |
|      | Marianne Vlasveld | Paesi Bassi | 01:41:51 |
|      | Sigrid Lang       | Germania    | 01:44:26 |
|      | Gabi Pauli        | Germania    | 01:46:40 |